# 他我
他我（たが）は、他者の持つ我のことを指す哲学の用語。「他我をいかに認識ないし経験できるのか」という哲学的問いが他我問題である。

## 概説
デカルトは、懐疑主義的立場からしても絶対に疑えない精神の存在を出発点とし、物体・身体・世界等の存在について証明しようとした。このように近代哲学では、自我の存在は確実であるとされるが、他我の存在は（懐疑主義的に）、必ずしも自明のこととは言えない、と考えることができ、「他者の持っている我＝他我を体験することは不可能である」といわれることがある。これは独我論の裏返しである。
イギリス経験論は、私の心と身体的状態の経験から類推して他人の身体的状態から他人の心を認識するという「類推説」の伝統があるが、Ｔ.リップスは「感情移入説」をもってこれを批判した。
デカルトは他我問題は理性の問題ではなく、実生活の問題であるとし、カントは同様に純粋理性の問題でなく、実践理性の問題とした。
また、現象学の立場からは、他我問題は、デカルト的な主観/客観の二項対立図式を前提にしているが、それがそもそもの間違いであると批判されている。その上で、フッサールは、現象学的還元の理論を発展させて、間主観的還元によって、身体、行為、言語を媒介に自我との類比から他我を構成することができるとし、サルトルは、ハイデッガーの真理を隠れたものの存在の開示であるとの説を承継した上で、他人という存在者の我の存在は明証によって直接に知られるとする。メルロ＝ポンティは、自我と他我は互いに独立した存在ではなく、前人称的存在である「ひと」が分極化した結果、自我が発生し、他我との区別が生じるとする。
ウィトゲンシュタインによれば、他我問題は言語の誤用にすぎないとする。
以上のような様々な批判にもかかわらず、他我問題は異文化理解の問題とも結びつきアクチュアリティを失っていない。レヴィナスは理性の他者という新たな問題提起をしている。
なお、東洋哲学では、古くから西洋哲学よりもある意味深く考察されており、そもそも他者だけでなく自分であっても、「自我がある」という考え自体が必ずしも自明ではないとされている（→無我説）